# Communauté de communes de Vézère-Monédières
Die Communauté de communes de Vézère-Monédières ist ein ehemaliger französischer Gemeindeverband mit der Rechtsform einer Communauté de communes im Département Corrèze in der Region Nouvelle-Aquitaine. Er wurde am 20. Dezember 2002 gegründet und umfasste zwölf Gemeinden. Der Verwaltungssitz befand sich im Ort Treignac.

## Historische Entwicklung
Mit Wirkung vom 1. Januar 2017 wurde der Gemeindeverband aufgelöst. Ein Großteil der Mitgliedsgemeinden bildete zusammen mit anderen Gemeinden aus der Communauté de communes de Bugeat-Sornac-Millevaches au Cœur die Nachfolgeorganisation Communauté de communes Vézère-Monédières-Millesources.

## Ehemalige Mitgliedsgemeinden
1. Affieux
2. Chamberet
3. L’Église-aux-Bois
4. Lacelle
5. Le Lonzac
6. Madranges
7. Peyrissac
8. Rilhac-Treignac
9. Saint-Hilaire-les-Courbes
10. Soudaine-Lavinadière
11. Treignac
12. Veix